# Джалаун (округ)
Джалаун (англ. Jalaun) — округ в индийском штате Уттар-Прадеш. Административный центр — город Орай. Площадь округа — 4565 км². По данным всеиндийской переписи 2001 года население округа составляло 1 454 452 человека. Уровень грамотности взрослого населения составлял 64,52 %, что выше среднеиндийского уровня (59,5 %).

## Города округа Джалаун
- Джалаун
- Кадаура
- Калпи
- Конч
- Котра
- Мадхогарх
- Надигаон
- Орай
- Рампура
- Умри
- Итаура